# Comune di Gudme
Il comune di Gudme fino al 1º gennaio 2007 è stato un comune danese situato nella Contea di Fionia e sull'isola omonima. Il comune aveva una popolazione di 6 530 abitanti (2006) e una superficie di 120 km². Capoluogo era la cittadina omonima.
Dal 1º gennaio 2007, con l'entrata in vigore della riforma amministrativa, il comune è stato soppresso e accorpato ai comuni di Svendborg e Egebjerg per dare luogo al riformato comune di Svendborg compreso nella regione della Danimarca Meridionale (Syddanmark).